# NTT東日本船橋グラウンド
NTT東日本船橋グラウンド（エヌティティひがしにほんふなばしグラウンド）は、千葉県船橋市にある野球場である。その名のとおり、NTT東日本硬式野球部の練習場として利用されているほか、オープン戦が行われている。公認野球規則で定められた規格を満たしていないが、当該規定の施行前に竣工した球場であるため、公式戦を開くことも可能であり、実際に第2回全日本クラブ野球選手権の会場として使用されたこともある。
もともとは船橋市に本拠地を置いていたNTT関東のホームグラウンドであったが、1999年にNTTが組織大再編を実施したのに伴い、野球部もNTT東日本とNTT西日本に統合することとなり、NTT関東は廃部となった。しかし、選手寮など設備が充実していることから、NTT東京から衣替えしたNTT東日本が船橋の施設を引き続き利用することとなったものである。
近くには民家や自動車教習所があるため、非常に高いネットで囲まれているのが特徴である。

## 基本データ
- 所在地　船橋市飯山満町2-622
- アクセス　JR津田沼駅から京成バス「東葉高校」乗車「千葉病院」から徒歩5分。東葉高速線飯山満駅から徒歩10分。
- 収容　約200席（三塁側の芝生傾斜部分を除く）
- スタンド　ベンチ（内野（両軍ベンチ間）のみ）
- フィールド　内野：土、外野：天然芝
- サイズ　両翼：92m、中堅：122m
- スコアボード　磁気反転式（ただし、スコアのみで選手名等の表示はない）
- 照明設備　なし